# Pattuglia recupero
Pattuglia recupero (Salvage 1) è una serie televisiva statunitense in 19 episodi trasmessi per la prima volta nel corso di 2 stagioni nel 1979.
È una serie di fantascienza incentrata sulle vicende di un imprenditore e inventore visionario che recupera rottami e affronta missioni al limite dell'impossibile. Isaac Asimov fu consigliere scientifico della produzione.

## Trama
Harry Broderick possiede la Jettison Scrap and Salvage Company ed è uno specialista nel recupero di rifiuti e rottami, in special modo residuati della NASA. Il suo sogno è quello di recuperare il materiale rimasto sulla Luna durante le missioni Apollo. Egli invita l'ex astronauta Addison "Skip" Carmichael e l'esperta NASA Melanie "Mel" Slozar ad aiutarlo in questo sforzo. Costruisce una navicella spaziale, la Vulture, alimentata da una sostanza chimica chiamata monoidrazina. Il corpo principale della Vulture è composto da un semi-rimorchio con una betoniera come capsula con tre razzi intorno al serbatoio principale. Dopo il successo della missione, il team viene assunto per le imprese più disparate, dal recupero di un iceberg al Polo Nord alla distruzione di una nave spia nelle acque cubane.

## Personaggi e interpreti
- Harry Broderick (19 episodi, 1979), interpretato da Andy Griffith.
- Skip Carmichael (19 episodi, 1979), interpretato da Joel Higgins.
- Melanie Slozar (19 episodi, 1979), interpretata da Trish Stewart.
- Mack (14 episodi, 1979), interpretato da J. Jay Saunders.
- Jack Klinger (13 episodi, 1979), interpretato da Richard Jaeckel.
- Brinks (7 episodi, 1979), interpretato da Richard Eastham.
- Michelle Ryan (6 episodi, 1979), interpretata da Heather McAdam.
- Teague (4 episodi, 1979), interpretato da Peter MacLean.
- Street (4 episodi, 1979), interpretato da Larry Pennell.
- Hank Beddoes (3 episodi, 1979), interpretato da Lee de Broux.
- Kramer (3 episodi, 1979), interpretato da Howard Mann.
- Mullins (3 episodi, 1979), interpretato da Joel Lawrence.
- Sam Bishop (3 episodi, 1979), interpretato da Bert Freed.

### Guest star
Tra le guest star: James Burr Johnson, Jim Kingsley, Don P. Britt, Ron Soble, Lloyd Bremseth, David Opatoshu, Severn Darden, Bill Schreiner, Jon Van Ness, Barry Nelson, Gary Stephen Swanson, Ralph Wilcox, Edward Winter, John Markanton, Ellen Bry, Mary Louise Rogers, Henry Jones, Ray Young, John Mooney, Jeanne Kallan, Mako, Dane Clark, James Hong, Byron Chung, Larry Pennell, Larry Carroll, George Kee Cheung, Richard Lee Sung.

## Produzione
La serie, ideata da Mike Lloyd Ross, fu prodotta da  Bennett/Katleman Productions e Columbia Pictures Television e girata nei Warner Brothers Burbank Studios a Burbank in California. Le musiche furono composte da Walter Scharf.

### Registi
Tra i registi sono accreditati:
- Ron Satlof in 6 episodi (1979)
- Ray Austin in 3 episodi (1979)
- Les Green in 3 episodi (1979)
- Edward M. Abroms in due episodi (1979)

### Sceneggiatori
Tra gli sceneggiatori sono accreditati:
- Mike Lloyd Ross in 19 episodi (1979)
- Ruel Fischmann in 4 episodi (1979)
- Robert E. Swanson in 4 episodi (1979)
- Richard Chapman in due episodi (1979)
- Geoffrey Fischer in due episodi (1979)
- Gerald K. Siegel in due episodi (1979)
- Jeri Taylor in due episodi (1979)

## Distribuzione
La serie fu trasmessa negli Stati Uniti dal 20 gennaio 1979 al 9 dicembre 1979  sulla rete televisiva ABC. In Italia è stata trasmessa con il titolo Pattuglia recupero.
Alcune delle uscite internazionali sono state:
- negli Stati Uniti il 20 gennaio 1979 (Salvage 1)
- nel Regno Unito il 15 maggio 1979
- in Spagna (Código rescate 1)
- in Italia (Pattuglia recupero)

## Episodi
| Stagione         | Episodi | Prima TV USA |
| ---------------- | ------- | ------------ |
| Prima stagione   | 13      | 1979         |
| Seconda stagione | 6       | 1979         |